# Aylin Yaren
Aylin Yaren (* 30. August 1989 in Berlin) ist eine deutschtürkische Fußballspielerin, die in ihrer Karriere sowohl für deutsche als auch für türkische Mannschaften gespielt hat.

## Karriere

### Vereine
Im Alter von fünf Jahren kam sie durch ihren älteren Bruder Taner Yaren mit dem Fußball in Berührung und spielte zunächst in Jungenmannschaften. Über Berliner Jugendmannschaften gelangte sie 16-jährig zu Tennis Borussia Berlin und blieb dort zwei Spielzeiten lang. Mit ihren Leistungen im U17-Länderspiel „Schweden-Deutschland“ am 12. Oktober 2005 in Hagaborgs weckte sie das Interesse des Trainers des LdB FC Malmö, der sie daraufhin zu einem Probetraining einlud.
Nach zwei Jahren in Schweden kehrte sie Anfang 2010 zu Tennis Borussia Berlin zurück, für den sie in der Saison 2009/10 sieben Bundesligaspiele bestritt. Nach dem Abstieg 2010/11 spielte sie für den Zweitligisten 1. FC Lübars.
In der Winterpause 2011/12 wechselte sie vom 1. FC Lübars zum Hamburger SV, ehe sie zur Saison 2012/13 zum SC 07 Bad Neuenahr wechselte. 2013 verpflichtete sie der Bundesligaaufsteiger BV Cloppenburg, für den sie am 8. September 2013 (1. Spieltag) beim 3:3-Unentschieden im Auswärtsspiel gegen die SGS Essen debütierte. Nach 30 Spielen in eineinhalb Jahren in Lübars, wechselte Yaren im Winter 2016 in die Türkei zu Trabzon İdmanocağı. Im Dezember 2016 verkündete Yaren ihre Rückkehr nach Deutschland und unterschrieb beim Zweitligisten Arminia Bielefeld. Im Herbst 2017 wechselte sie zum SV Schott Jena in die Verbandsliga und lief bis Sommer 2018 in 6 Spielen für die Jenaer auf. Seit der Saison 2022/23 ist sie in der drittklassigen Regionalliga Nordost für den FC Viktoria 1889 Berlin aktiv.

### Nationalmannschaft
Für die U17-Nationalmannschaft des DFB bestritt sie ihr einziges Spiel am 12. Oktober 2005 in Hagaborgs beim 3:0-Sieg gegen die Auswahl Schwedens und erzielte mit dem Treffer zum zwischenzeitlichen 2:0 in der 11. Minute ihr einziges Länderspieltor.
Am 31. August 2006 bestritt sie (ebenfalls) nur ein Länderspiel für die U17-Nationalmannschaft, die in Belgien mit 0:1 verlor. Für die U-19-Nationalmannschaft der Türkei absolvierte sie zwischen dem 22. Januar 2006 und dem 2. Oktober 2007 elf Länderspiele und erzielte acht Tore. Bereits bei ihrem Debüt, beim 5:2-Sieg gegen die Auswahl Mazedoniens, erzielte sie ein Tor. Gegen diese Auswahlmannschaft gelangen ihr am 2. Mai 2006, beim 5:0-Sieg in Mazedonien gleich zwei Tore.
Im Rahmen des „UEFA Support International Tournaments“ bestritt sie fünf Länderspiele für die türkische A-Nationalmannschaft. Bei ihrem Debüt am 27. Juni 2008 in Paide, beim 6:0-Sieg gegen die gastgebende Auswahl Estlands, erzielte sie mit dem zwischenzeitlichen 5:0 in der 82. Minute auch ihr erstes Länderspieltor. Zwei Tage später erzielte sie in Rakvere sogar zwei Tore beim 4:2-Sieg gegen die Auswahl Kroatiens.

## Sonstiges
Besondere mediale Aufmerksamkeit erhielt die Berlinerin 2007, als sie beim Torwandschießen im ZDF-Sportstudio Franck Ribéry mit 4:3 schlug. Im Januar 2014 nahm sie im Freestyle Soccer an der von ProSiebenSat.1 produzierten TV-Show Millionärswahl teil. 
Aufgrund ihrer Fähigkeiten als Teamspielerin und Freestylerin wurde Yaren 2011 von der Frauenfußballmarke Ballzauber langfristig als Testimonial unter Vertrag genommen. Im Herbst 2019 nahm sie als Ball-Artistin und Freestylerin an der deutschen Fernsehshow Das Supertalent teil, bei dem sie in die Endauswahl für das Finale kam. Von 2010 bis 2012 hatte sie bereits Auftritte in der türkischen Sendung Yetenek Sizsiniz Türkiye, der türkischen Version von Das Supertalent, wo sie ebenfalls ihre Fähigkeiten als Ball-Artistin zeigte.
In einem Interview aus 2011 erklärte sie, dass sie über Jahre bewusst keine Qualifikationsspiele für die Türkei bestritten hat, um sich noch die Möglichkeit offen halten zu wollen, für die deutsche Nationalmannschaft zu spielen. Sie bekam jedoch keine Nominierung und machte 2015 ihr erstes EM-Qualifikationsspiel für die Türkei, wodurch sie schließlich langfristig an den türkischen Verband gebunden wurde.